# كيفن فالون
كيفن فالون (بالإنجليزية: Kevin Fallon)‏ (3 ديسمبر 1948 في المملكة المتحدة - ) هو لاعب كرة قدم نيوزلندي في مركز الدفاع. لعب مع نادي روذرهام يونايتد ونادي ساوثيند يونايتد ونادي سليغو روفرز وإيكستون تاون ‏ وجيسبورن سيتي ‏.

## وصلات خارجية
- كيفن فالون على موقع الاتحاد الدولي (مؤرشف)  (الإنجليزية)
- كيفن فالون على موقع قاعدة بيانات كرة القدم.إي يو (الإنجليزية)